# The Kissing Booth
 The Kissing Booth (dansk: Kysseboden) er en amerikansk romantisk komediefilm fra 2018. Filmen er instrueret af Vince Marcello og er baseret på romanen af samme navn af Beth Reekles. Filmen blev udgivet på Netflix den 11. maj 2018.

## Medvirkende
| Skuespiller        | Rolle               |
| ------------------ | ------------------- |
| Joey King          | Shelly 'Elle' Evans |
| Joel Courtney      | Lee Flynn           |
| Jacob Elordi       | Noah Flynn          |
| Meganne Young      | Rachel              |
| Molly Ringwald     | Fr. Flynn           |
| Byron Langley      | Warren              |
| Jessica Sutton     | Mia                 |
| Morné Visser       | Hr. Flynn           |
| Carson White       | Brad Evans          |
| Joshua Daniel Eady | Tuppen              |